# Cerisiers
Cerisiers é uma comuna francesa na região administrativa de Borgonha-Franco-Condado, no departamento de Yonne. Estende-se por uma área de 26,15 km². Em 2010 a comuna tinha 1 002 habitantes (densidade: 38,3 hab./km²).